# Alen Smailagić
Alen Smailagić (serbisch-kyrillisch Ален Смаилагић; * 18. August 2000 in Belgrad) ist ein serbischer Basketballspieler.

## Karriere
Smailagić spielte bis 2018 in seiner Heimatstadt Belgrad beim Verein KK Beko. 2018 entschloss er sich zum Gang in die Vereinigten Staaten. Beim Draftverfahren der NBA G-League sicherten sich die South Bay Lakers die Rechte am Serben, er wurde als insgesamt vierter Spieler aufgerufen. South Bay gab den Spieler an die Santa Cruz Warriors ab, dort spielte Smailagić in der Saison 2018/19. Er war zu diesem Zeitpunkt der jüngste Spieler, der jemals in der Liga eingesetzt worden war. Er stand in 47 Spielen für Santa Cruz auf dem Feld und erzielte im Durchschnitt 9,1 Punkte sowie 4 Rebounds je Begegnung. Im Juni 2019 wurde der Serbe beim NBA-Draftverfahren an 39. Stelle von den New Orleans Pelicans ausgewählt und danach an die Golden State Warriors weitergereicht. Somit rückte er von der Ausbildungsmannschaft der Kalifornier in den NBA-Kader auf, nachdem er im Juli 2019 einen Vierjahresvertrag unterschrieben hatte. Smailagić kam in zwei Spielzeiten auf insgesamt 29 Einsätze für die Kalifornier. In der Saison 2019/20 erzielte er 4,2 und 2020/21 1,9 Punkte je Begegnung.
Im Sommer 2021 kehrte er in seine Geburtsstadt zurück und wurde Spieler von KK Partizan Belgrad. 2023 wurde er mit Partizan Meister der Adriatischen Basketballliga. Smailagić unterschrieb in der Sommerpause 2024 einen Vertrag bei Žalgiris Kaunas. Er wurde mit der Mannschaft 2025 litauischer Meister.
Im Juli 2025 wechselte Smailagić zum italienischen Club Virtus Segafredo Bologna.

### Nationalmannschaft
Im Sommer 2016 nahm er mit der U16-Nationalmannschaft seines Heimatlandes an der Europameisterschaft dieser Altersklasse teil.

## Karriere-Statistiken

### NBA

#### Hauptrunde
| Saison  | Team         | GP | GS | MPG | FG % | 3P % | FT % | RPG | APG | SPG | BPG | PPG |
| ------- | ------------ | -- | -- | --- | ---- | ---- | ---- | --- | --- | --- | --- | --- |
| 2019–20 | Golden State | 14 | 0  | 9.9 | .500 | .231 | .842 | 1.9 | 0.9 | 0.2 | 0.3 | 4.2 |
| Gesamt  | Gesamt       | 14 | 0  | 9.9 | .500 | .231 | .842 | 1.9 | 0.9 | 0.2 | 0.3 | 4.2 |